# Una favola blu/Signora Lia
Una favola blu/Signora Lia è il primo singolo di Claudio Baglioni, pubblicato in Italia dall'RCA nell'aprile 1970.

## Il disco
La copertina raffigura una foto in primo piano del cantautore.
I due brani sono editi dalle edizioni musicali Amici del Disco, di proprietà dell'RCA.
Entrambe le canzoni verranno incluse nell'album di esordio dell'artista, e Signora Lia verrà ripresa anche in Un cantastorie dei giorni nostri. 
È la sua unica incisione ad essere uscita in versione monofonica.

## Tracce
1. Una favola blu (Alberto Morina, Giulio D'Ercole, Pietro Melfa)
2. Signora Lia (Claudio Baglioni)

## Brani
Una favola blu
Pur essendo Baglioni un cantautore, la casa discografica preferisce farlo esordire con un brano scritto da altri autori, Una favola blu, con cui il cantante prende parte a Un disco per l'estate, non riuscendo però a superare le fasi eliminatorie, pur essendo la canzone orecchiabile e con un testo su un amore estivo finito. Scritta da Giulio D'Ercole e Alberto Morina per il testo e dal maestro Piero Melfa per la musica, l'arrangiamento è curato da Maurizio De Angelis; a fine 1971 ne uscirà una versione anche di José Feliciano, altro grande artista della RCA Italiana di quei tempi, sempre cantata in italiano e curiosamente non fu pubblicata in Italia ma in Germania e qualche altro paese tra cui la Turchia dove il singolo entra nella Top20 sulla scia del grande successo che stava ottenendo quell'anno la sua Che sarà.
Signora Lia
La canzone sul lato B, diventata con il tempo una delle più note del cantautore romano, era nata in origine con un altro titolo; così ha raccontato Baglioni: «Signora Lia, uno dei miei primi successi, era in realtà intitolato Signora Lai. Stavo per registrare in studio il provino alla RCA di Roma. I tecnici in regia indossavano il camice bianco e una spilla con il loro nome. Mentre stavo per cominciare ho visto che il capo dei fonici si chiamava Lai di cognome. E la mia canzone era tutta basata sull'infedeltà coniugale della signora Lai. Temendo che mi rovinasse la carriera, decisi all'improvviso di cambiare».
Pur essendo firmata nell'etichetta dal solo Baglioni, la canzone in realtà è depositata alla SIAE anche da Carlo Scartocci, coautore della musica.
L'arrangiamento è curato da Ruggero Cini.